# Liste der Pfarren im Stadtdekanat 13 (Erzdiözese Wien)
Das Stadtdekanat 13 ist ein Dekanat im Vikariat Wien Stadt der römisch-katholischen Erzdiözese Wien.
Es umfasst sieben Pfarren im 13. Wiener Gemeindebezirk Hietzing mit rund 31.000 Katholiken.

## Pfarren mit Kirchengebäuden und Kapellen
- Ink. … Inkorporation

| Pfarre                             | Ink.                    | Seit                         | Patrozinium                             | Kirchengebäude und Kapellen |                                |
| ---------------------------------- | ----------------------- | ---------------------------- | --------------------------------------- | --- | ------------------------------ |
| Lainz                              | Jesuiten (SJ)           | 1783                         | Allerheiligste Dreifaltigkeit           | Pfarrkirche: Pfarrkirche Lainz-Speising Spitalskirche Speising, Hummelkapelle | Pfarrkirche Lainz-Speising     |
| Maria Hietzing                     | Klosterneuburg (CanReg) | 1783                         | Mariä Geburt                            | Pfarrkirche: Pfarrkirche Maria Hietzing Schlosskapelle Schönbrunn im Schloss Schönbrunn, Kapelle im Pallottihaus | Pfarrkirche Maria Hietzing     |
| Maria, Heil der Kranken            | Kamillianer (MI)        | 1946                         | Maria, Heil der Kranken                 | Pfarrkirche: Pfarr- und Ordenskirche Maria – Heil der Kranken Dreifaltigkeitskapelle im Krankenhaus Hietzing, Versorgungsheimkirche im Geriatriezentrum Am Wienerwald                                                                                            | Kirche Maria Heil der Kranken  |
| Ober St. Veit                      |                         | vor 1347                     | Maria, Zuflucht der Sünder und St. Veit | Pfarrkirche: Pfarrkirche Ober St. Veit Kapelle im St.-Josef-Krankenhaus, Franziskuskapelle der Hartmannschwestern, Kapelle im Dominikanerinnenkonvent Ober St. Veit, Blut-Christi-Kapelle im Wohnheim St. Josef, Josefskapelle im Karmelitinnenkonvent St. Josef | Pfarrkirche Ober St. Veit      |
| St. Hemma                          |                         | 1955                         | St. Hemma                               | Pfarrkirche: St.-Hemma-Kirche Invalidenhauskirche | Pfarrkirche St. Hemma          |
| St. Hubertus und St. Christophorus | Pallottiner (SAC)       | 1939                         | St. Hubertus und St. Christophorus      | Pfarrkirche: Hubertuskirche am Lainzer Tiergarten | St. Hubertus und Christophorus |
| Unter St. Veit-Zum Guten Hirten    |                         | 1990 (Zum Guten Hirten) 2020 | Zum Guten Hirten                        | Pfarrkirche: Pfarrkirche Zum Guten Hirten Filialkirche Unter Sankt Veit, Kapelle der Herz-Jesu-Schwestern |                                |

Zur ehemaligen Pfarre Unter St. Veit (1968–2019) siehe Filialkirche Unter Sankt Veit.

### Diözesaner Entwicklungsprozess
Am 29. November 2015 wurden für alle Pfarren der Erzdiözese Wien Entwicklungsräume definiert. Die Pfarren sollen in den Entwicklungsräumen stärker zusammenarbeiten, Pfarrverbände oder Seelsorgeräume bilden. Am Ende des Prozesses sollen aus den Entwicklungsräumen neue Pfarren entstehen. Das Stadtdekanat 13 bildet einen Entwicklungsraum mit zwei Subeinheiten:
- Subeinheit 1: Lainz, Maria, Heil der Kranken, St. Hemma und St. Hubertus und St. Christophorus
- Subeinheit 2: Maria Hietzing, Ober St. Veit, Unter St. Veit und Zum Guten Hirten